# John Eccles
|  | Per a altres significats, vegeu «John Carew Eccles». |

John Eccles (Londres, 1665 - 1735) fou un compositor i músic anglès. Deixeble del seu pare, fou un clavecinista molt hàbil i va escriure les partitures de 46 obres dramàtiques, entre les quals destaquen verdaderes òperes com Don Quixote amb col·laboració amb Henry Purcell (1694); El fals doctor (1697); Reinaldo & Armida (1699); Sémélé (1707); El judici de París. El 1698 assolí la direcció de la música del rei. Publicà diverses col·leccions de les seves obres, entre les quals hi ha The pills to purge melancoly. El seu fill Henry Eccles fou un distingit violinista i figurà en l'orquestra que tenia el rei a París. Compongué una suite de 12 obres per a violí.